# Thống nhất nước Ý
Thống nhất nước Ý (tiếng Ý: Unità d'Italia, phát âm tiếng Ý: [uniˈta ddiˈtaːlja]), trong tiếng Ý còn gọi là Risorgimento (phát âm tiếng Ý: [risordʒiˈmento]; n.đ. 'Cuộc nổi dậy') là một phong trào chính trị-xã hội diễn ra vào thế kỷ 19 và dẫn đến sự hợp nhất của nhiều quốc gia trên bán đảo Ý cũng như các đảo ngoài khơi của bán đảo thành một quốc gia duy nhất – Vương quốc Ý. Lấy cảm hứng từ các cuộc khởi nghĩa của người Ý chống lại hoa trái của Đại hội Viên vào thập niên 1820 và thập niên 1830, quá trình thống nhất nước Ý khởi đầu bằng cuộc Cách mạng năm 1848 và kết thúc vào năm 1871, sau sự kiện Hạ thành Roma và thiết lập thủ đô Roma của Vương quốc Ý.
Những người đóng vai trò quan trọng trong công cuộc đấu tranh nhằm thống nhất và giải phóng bán đảo Ý khỏi sự thống trị của ngoại bang gồm có Quốc vương Vittorio Emanuele II của Ý, Camillo Benso, Bá tước xứ Cavour, Giuseppe Garibaldi và Giuseppe Mazzini. Sau khi bán đảo Ý được thống nhất, người dân nước Ý đã tôn phong cho Quốc vương Vittorio Emanuele II danh hiệu Vị cha già của Tổ quốc (tiếng Ý: Padre della Patria), phỏng theo danh hiệu Pater Patriae dành cho các Hoàng đế La Mã. Tuy vậy, sau năm 1871, vẫn còn nhiều người bản địa Ý sống bên ngoài lãnh thổ Vương quốc Ý (chẳng hạn tại Trentino-Nam Tirol, Savoy, Corfu, Nice, Thụy Sĩ, Corsica, Malta, Istria và Dalmatia), gây nên mầm mống của chủ nghĩa phục hồi lãnh thổ Ý.
Nhân dân nước Ý kỷ niệm dịp thống nhất nước Ý vào ngày 17 tháng 3 hằng năm (ngày tuyên bố thành lập Vương quốc Ý). Tuy Vương quốc Ý đã được thành lập, nhiều khu vực nằm trong kế hoạch thống nhất nước Ý (terre irredente) đã không gia nhập Vương quốc Ý cho tới khi nước này chiến thắng Đế quốc Áo-Hung trong Chiến tranh thế giới thứ nhất, với đỉnh cao là sự kiện ký kết Hiệp ước Rapallo vào năm 1920. Nhiều sử gia cho rằng phong trào Risorgimento kéo dài cho tới mốc thời gian trên, và quan điểm này cũng được khẳng định tại Bảo tàng Trung ương Phong trào Risorgimento thuộc quần thể Đài tưởng niệm quốc gia Vittorio Emanuele II.

## Bối cảnh

### Từ thời cổ điển đến cận đại
Bán đảo Ý từng được thống nhất bởi thể chế Cộng hòa La Mã vào nửa cuối thế kỷ 3 trước Công nguyên. Trong vòng 700 năm tiếp theo, toàn bán đảo Ý được coi là lãnh thổ mở rộng de facto của thủ đô nước Cộng hòa La Mã và Đế quốc La Mã, được hưởng nhiều đặc quyền nhưng không được chuyển đổi thành tỉnh. Dưới triều Hoàng đế Augustus, các khác biệt trong quyền lợi đô thị và quyền lợi chính trị được thiết lập từ thời Cộng hòa bị bãi bỏ, đồng thời Italia thuộc La Mã được phân chia thành nhiều vùng hành chính do Viện nguyên lão La Mã trực tiếp cai trị.
Sau khi Đế quốc Tây La Mã sụp đổ, nước Ý duy trì tình trạng thống nhất trong Vương quốc Ostrogoth cho tới năm 568 thì chứng kiến sự tranh giành giữa Vương quốc Lombardia và Đế quốc Đông La Mã, khiến nền thống nhất ở nước Ý bị phá vỡ trong nhiều thế kỷ. Sau khi bị Đế quốc Francia chinh phạt, tước hiệu Vua nước Ý được sáp nhập vào chức vụ Hoàng đế La Mã Thần thánh; dù vậy trong phần lớn thời gian thì hoàng đế La Mã Thần thánh lại là một người ngoại bang, nói tiếng Đức và ít quan tâm đến việc cai trị nước Ý; thực vậy các hoàng đế chưa từng kiểm soát toàn bộ bán đảo Ý. Vì lẽ đó, trên bán đảo Ý dần dà hình thành một hệ thống các thành bang. Vùng Nam Ý chịu sự cai quản của Vương quốc Sicilia hay Vương quốc Napoli do người Norman thành lập. Vùng Trung Ý thì nằm dưới sự cai quản của Giáo tông của Giáo hội Công giáo – người đứng đầu một vương quốc thế quyền có tên là Lãnh địa Giáo tông.
Tình trạng này trụ vững bất chấp phong trào Phục Hưng và dần suy yếu vào thời kỳ cận đại, khi thế giới chứng kiến sự xuất hiện của các quốc gia dân tộc hiện đại. Bán đảo Ý, bao hàm Lãnh địa Giáo tông, khi đó đã trở thành chiến trường ủy nhiệm của các nước lớn, điển hình là Đế quốc La Mã Thần thánh (trong đó có Áo), Tây Ban Nha và Pháp. Những điềm báo về sự đoàn kết dân tộc xuất hiện trong Hiệp ước thành lập Liên minh Italia vào năm 1454 hay trong chính sách đối ngoại của hai nhà cai trị Cộng hòa Firenze là Cosimo de' Medici và Lorenzo de' Medici vào thế kỷ 15. Các tác giả chủ đạo của thời kỳ Phục Hưng như Dante, Petrarca, Boccaccio, Machiavelli và Giucciardini đều phản đối sự thống trị của ngoại bang đối với bán đảo Ý. Nhà thơ Petrarca từng tuyên bố trong bài thơ Italia Mia rằng "lòng dũng cảm cổ xưa vẫn chưa chết trong những con tim đất Ý". Nhà văn Machiavelli về sau đã trích dẫn bốn câu thơ của Italia Mia trong tác phẩm Quân Vương, qua đó ông thể hiện thái độ trông chờ một nhà lãnh đạo chính trị sẽ lộ diện để thống nhất nước Ý và "giải phóng nước ta khỏi quân man rợ".
Trong Các cuộc chiến tranh Ý, Pháp đã tấn công một số quốc gia trên bán đảo Ý trong vòng 65 năm, khởi đầu bằng chiến dịch thôn tính Vương quốc Napoli vào năm 1494 của quốc vương Pháp là Charles VIII. Dù vậy, với Hòa ước Cateau-Cambrésis (1559), nhiều vùng của Ý phải chịu sự kiểm soát trực tiếp hay gián tiếp của Vương quốc Tây Ban Nha dưới triều nhà Habsburg. Hòa ước Westfalen (1648) chính thức chấm dứt quyền cai trị của các hoàng đế La Mã Thần thánh trên đất Ý. Tuy nhiên, chi tộc Tây Ban Nha của hoàng tộc Habsburg, khi đó đang cai trị tại Đế quốc Tây Ban Nha, đã kế tục cũng như nắm quyền cai trị vùng Nam Ý và Công quốc Milano cho tới khi cuộc Chiến tranh Kế vị Tây Ban Nha (1701–1714) nổ ra. Về sau, bán đảo Ý lại phải chứng kiến các cuộc chiến giành quyền thống trị vùng đất này giữa triều nhà Habsburg tại Áo với triều nhà Bourbon tại Tây Ban Nha cho tới khi Chiến tranh Kế vị Áo ngã ngũ.
Tinh thần dân tộc Ý sơ khai có thể được thấy qua tác phẩm Della Patria degli Italiani (1764) của sử gia Gianrinaldo Carli. Tác giả kể về chuyện một người khách vãng lai bước vào tiệm cà phê tại thành Milano và khiến cho tất cả mọi người bối rối khi cho rằng mình chẳng phải người nước ngoài, cũng chẳng phải người thành Milano nhưng là một người Ý.
- "Họ hỏi: 'Thế anh là ai?'
- Người khách trả lời: 'Tôi là người Ý'."
— Gianrinaldo Carli, Della Patria degli Italiani (1764)

### Trong thời kỳ Cách mạng Pháp và thời đại Napoléon

Quốc kỳ Cộng hòa Cispadane – lá cờ tam tài kiểu Ý đầu tiên được đặt làm quốc kỳ của một quốc gia có chủ quyền trên bán đảo Ý

Quyền cai trị đất Ý của nhà Habsburg chấm dứt sau khi Cách mạng Pháp thực hiện thành công nhiều chiến dịch trong thời kỳ 1792–1797 và thành lập một loạt các quốc gia phụ thuộc trên bán đảo Ý. Đến năm 1806, Đế quốc La Mã Thần thánh bị Hoàng đế Franz II giải thể sau khi ông bị Hoàng đế Napoléon đánh bại trong trận Austerlitz. Sau đó, chính quyền thân Pháp tiến hành phá hủy các cấu trúc phong kiến cổ xưa tại nước Ý, thi hành các kế hoạch mang tính hiện đại và thiết lập uy quyền pháp lý hiệu quả; họ cũng cung cấp rất nhiều nhân lực về trí thức và vốn xã hội, gián tiếp châm ngòi cho nhiều phong trào thống nhất bán đảo Ý trong hàng thập kỷ sau khi Đệ nhất Đế chế Pháp sụp đổ vào năm 1814.
Cộng hòa Pháp – tiền thân của Đệ nhất Đế chế Pháp – đã truyền bá các nguyên lý của nền cộng hòa cho người Ý và các thiết chế của chính quyền cộng hòa trên đất Ý đã góp phần thúc đẩy quyền công dân, đồng thời làm lu mờ quyền cai trị của triều nhà Bourbon, Habsburg cùng một số vương triều khác. Thái độ phản đối sự kiểm soát của ngoại bang tại Ý đã gây khó dễ lên hàng ngũ cai trị do Quốc vương Napoleon Bonaparte tuyển chọn. Khi thấy quyền lực của Napoléon bắt đầu suy yếu, các nhà cai trị do Hoàng đế bổ nhiệm đã phải ra sức giữ cho yên ngai vàng của mình (tựu trung có Eugène de Beauharnais, Phó vương Ý và Joachim Murat, Quốc vương Napoli) và khiến cho tinh thần chủ nghĩa dân tộc trong quần chúng nước Ý ngày một dâng cao. Trong nỗ lực ấy, Phó vương Beauharnais đã điều đình với triều đình Đế quốc Áo để xin cho mình quyền kế vị Quốc vương Ý và đến ngày 30 tháng 3 năm 1815, Quốc vương Murat ban hành Tuyên bố Rimini để kêu gọi người dân Ý nổi dậy, chống lại sự chiếm đóng của Đế quốc Áo và giữ vững quyền độc lập của người Ý.
Trong thời đại Napoléon, vào năm 1797, lá cờ tam tài kiểu Ý đầu tiên được đặt làm quốc kỳ cho Cộng hòa Cispadane – một quốc gia có chủ quyền thuộc bán đảo Ý và phụ thuộc vào Cộng hòa Pháp dưới thời kỳ Cách mạng Pháp (1789–1799), mà một trong những lý tưởng của Cách mạng Pháp là ủng hộ quyền tự quyết của dân tộc. Sự kiện này được kỷ niệm hằng năm vào ngày Quốc kỳ (còn gọi là lễ Cờ tam tài). Ba màu sắc quốc gia của nước Ý là xanh lục, trắng và đỏ xuất hiện lần đầu tiên trên một phù hiệu tròn vào năm 1789, và đến bảy năm sau thì ba màu sắc trên được tái hiện trên lá quân kỳ của Binh đoàn Lombard vào năm 1796.

### Phản ứng (1815–1848)

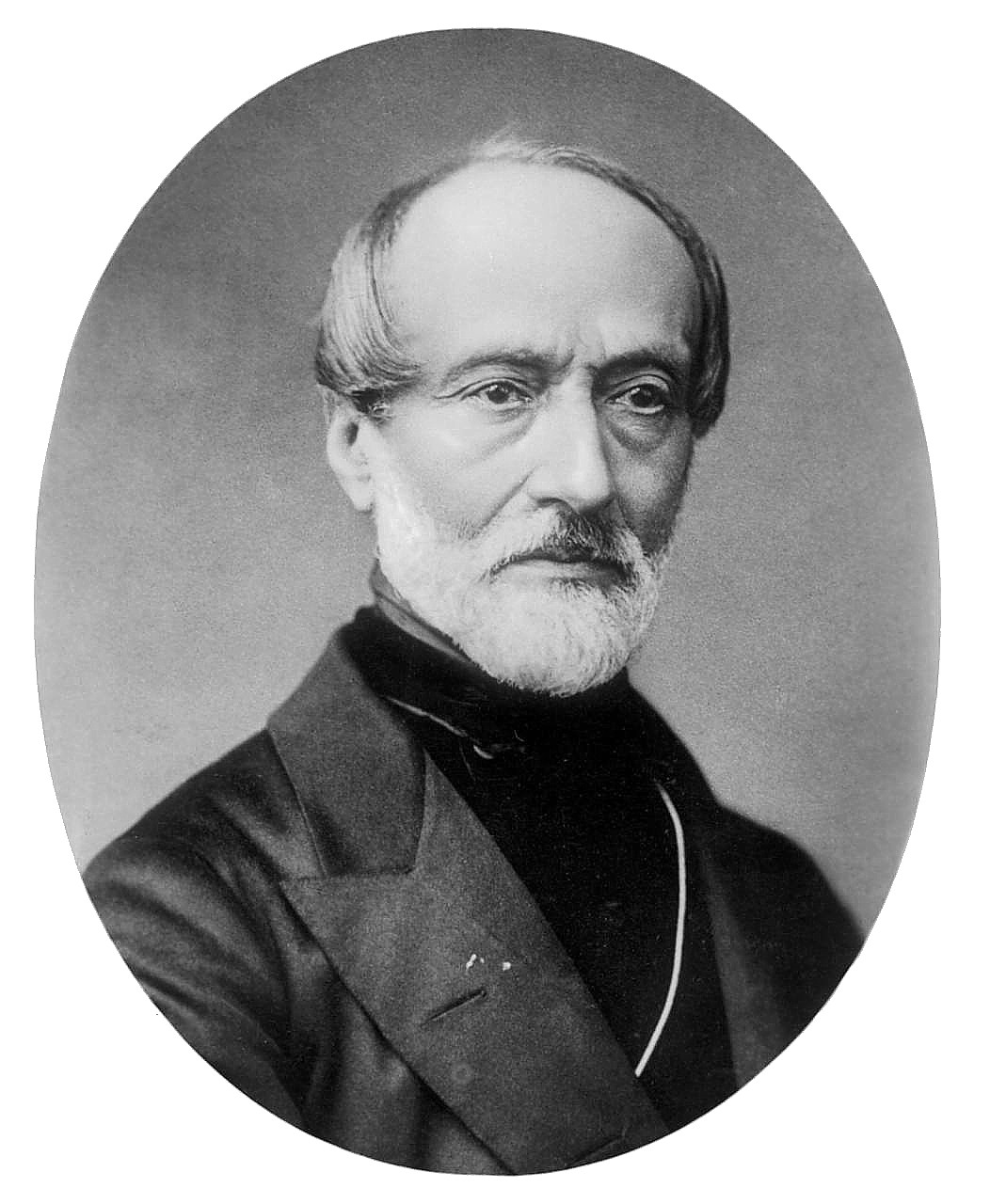
Giuseppe Mazzini, nhà lãnh đạo có tầm ảnh hưởng lớn của phong trào cách mạng Ý

Sau khi Hoàng đế Napoléon bị buộc thoái vị vào năm 1814, Đại hội Viên đã khôi phục lại hệ thống các nhà nước độc lập tại Ý như trước khi Napoléon lên ngôi. Phần lớn lãnh thổ bán đảo Ý một lần nữa chịu sự chi phối của Áo; theo đó, Đế quốc Áo kiểm soát trực tiếp Vương quốc Lombardo–Veneto, kiểm soát gián tiếp Công quốc Parma, Công quốc Modena–Reggio và Đại công quốc Toscana.
Khi vương quyền của Napoléon thoái trào, việc tái lập các chế độ quân chủ tuyệt đối trên bán đảo Ý đã đặt lá cờ tam tài ra ngoài vòng pháp luật; dần dần lá cờ Ý trở thành biểu tượng của tinh thần yêu nước  có sức lan tỏa khắp bán đảo Ý cũng như trở thành phương tiện hiệp nhất nhân dân Ý trong công cuộc đấu tranh giành lại tự do và độc lập cho dân tộc mình. Vào ngày 11 tháng 3 năm 1821, lần đầu tiên trong lịch sử phong trào Risorgimento, lá cờ Ý được dương cao tại tòa Thành Alessandria sau một thời gian dài bị nền quân chủ cho vào quên lãng. Sự kiện này là một phần của các cuộc cách mạng thập niên 1820 khi đó đang diễn ra tại châu Âu.
Một trong những nhân vật trọng yếu trong thời kỳ này là ông Francesco Melzi d'Eril, nguyên là Phó Tổng thống Cộng hòa Ý dưới thời Napoléon (1802–1805). Ông là một người ủng hộ trung thành của lý tưởng thống nhất nước Ý với đỉnh cao là phong trào Risorgimento sẽ diễn ra không lâu sau khi ông qua đời năm 1816. Cùng lúc đó, các họa sĩ và nhà văn cũng đã bắt đầu có hơi hướng dân tộc chủ nghĩa; các tác giả Vittorio Alfieri, Francesco Lomonaco và Niccolò Tommaseo được công nhận là bộ ba đại văn hào tiên phong của chủ nghĩa dân tộc Ý. Tuy vậy, tác phẩm ủng hộ chủ nghĩa dân tộc nguyên sơ được biết đến rộng rãi nhất là cuốn tiểu thuyết I promessi sposi (Người hứa hôn) của Alessandro Manzoni, trong đó tác giả phê phán cách kín đáo sự cai trị của Đế quốc Áo bằng lối kể truyện ngụ ngôn. Cuốn tiểu thuyết được xuất bản lần đầu vào năm 1827 và được tái bản nhiều lần vào các năm tiếp theo, trong đó bản năm 1840 được viết bằng phương ngữ Tuscan chuẩn hóa với dụng ý cung cấp cho độc giả một thứ ngôn ngữ và buộc họ học tập ngôn ngữ ấy.
Trong thời kỳ này xuất hiện ba lý tưởng về việc thống nhất nước Ý. Ông Vincenzo Gioberti, một linh mục người vùng Piemonte, đã đề xuất việc thiết lập một bang liên bao gồm các quốc gia của người Ý và nằm dưới sự lãnh đạo của các giáo tông trong cuốn sách Tính ưu việt về mặt luân lý và dân sự của người Ý. Mặc dù ban đầu đề xuất trên đã nhận được sự quan tâm của Giáo tông Pius IX, tuy vậy không lâu sau Giáo tông đã phản đối đề xuất này và kêu gọi đấu tranh chống chủ nghĩa tự do và chủ nghĩa dân tộc.
Các ông Giuseppe Mazzini và Carlo Cattaneo thì mong muốn bán đảo Ý được thống nhất dưới thể chế cộng hòa liên bang – một lý tưởng quá cực đoan đối với phần đông những người dân tộc chủ nghĩa. Còn ông Cesare Balbo, bá tước Vinadio (1789–1853) thì đưa ra một lý tưởng trung lập hơn, đó là thiết lập một bang liên bao gồm các quốc gia của người Ý và nằm dưới sự lãnh đạo của người cai trị xứ Piemonte.

## Bản đồ bán đảo Ý trước và trong thời kỳ thống nhất nước Ý

Ý năm 1494
Ý năm 1796
Ý năm 1843
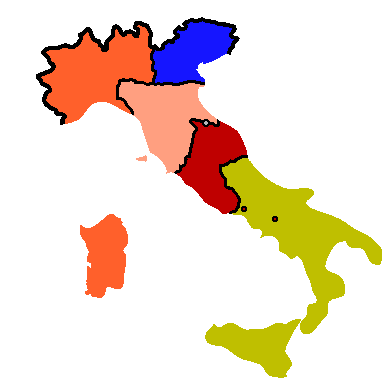
Ý năm 1860: cam Vương quốc Sardegna, xanh dương Vương quốc Lombardo–Veneto (thuộc Đế quốc Áo), hồng Liên bang các tỉnh miền Trung Ý, đỏ Lãnh địa Giáo tông, ô liu Vương quốc Hai Sicilia
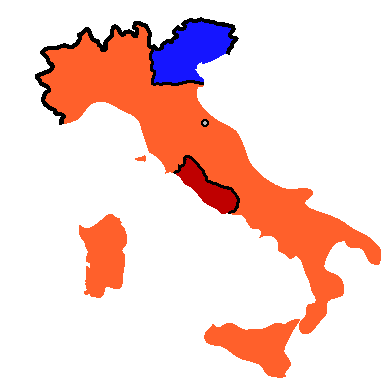
Ý năm 1861: cam Vương quốc Ý, xanh dương Vương quốc Lombardo–Veneto (thuộc Đế quốc Áo), đỏ Lãnh địa Giáo tông
Vương quốc Ý và Lãnh địa Giáo tông vào năm 1870, trước sự kiện Hạ thành Roma
Vương quốc Ý năm 1871
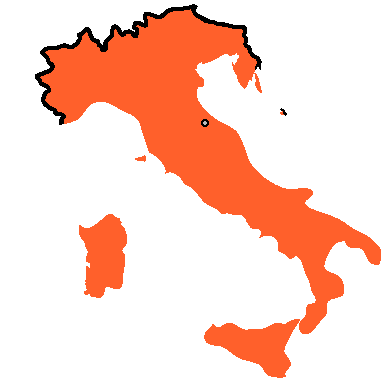
Vương quốc Ý năm 1919